# Rubroboletus legaliae
Bolet chicorée, Bolet de Le Gal
Espèce
Statut de conservation UICN

 LC  : Préoccupation mineure
Rubroboletus legaliae, le Bolet chicorée, auparavant Boletus legaliae, est une espèce toxique de champignons (Fungi) basidiomycètes du genre Rubroboletus dans la famille des Boletaceae. Il est caractérisé par son chapeau grisâtre rosâtre, son pied orné d'un fin réseau limité et son odeur de chicorée.

## Taxonomie

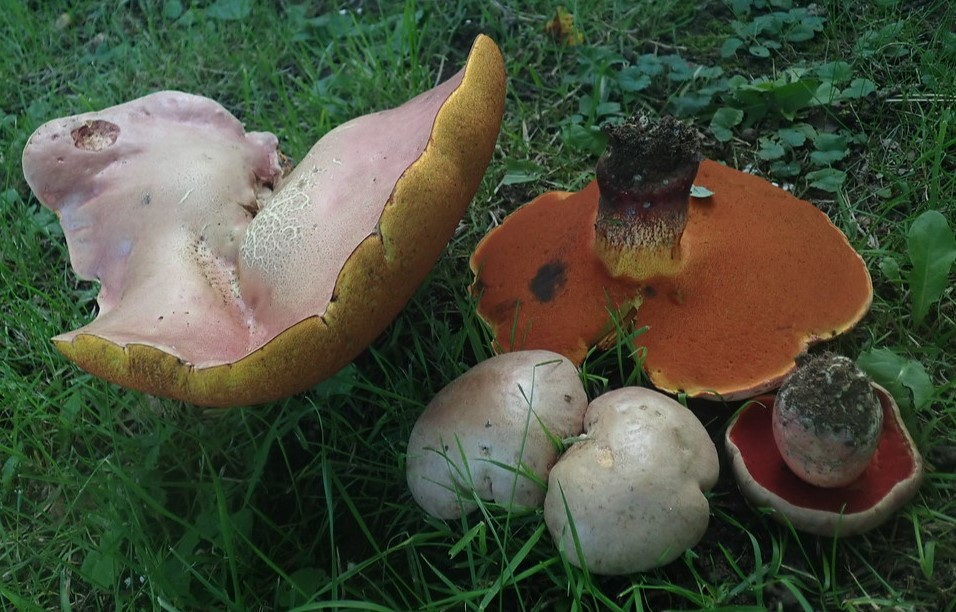
Collection de sporophores de R. legaliae en Allemagne.

Le nom correct complet (avec auteur) de ce taxon est Rubroboletus legaliae (Pilát & Dermek) Della Magg. & Trassin..
L'espèce a été initialement classée dans le genre Boletus sous le basionyme Boletus legaliae Pilát & Dermek.

### Synonymes
Rubroboletus legaliae a pour synonymes :
- Boletus legaliae f. spinarii (Hlaváček) Janda
- Boletus legaliae (Pilát & Dermek) Della Maggiora & Trassinelli
- Boletus legaliae Pilát & Dermek
- Boletus purpureus var. legaliae Pilát, 1961
- Boletus satanoides Smotl., 1952
- Boletus spinarii Hlaváček
- Boletus splendidus subsp. moseri Singer & Kuthan
- Boletus splendidus subsp. splendidus
- Rubroboletus legaliae f. spinarii (Hlaváček) Mikšík

### Phylogénie
Boletus splendidus tel que décrit par Charles-Edouard Martin en 1894 en est un synonyme. La description de Boletus satanoides était trop vague pour être attribuée à une espèce réelle. Boletus legaliae a été transféré au genre Rubroboletus en 2015 par Marco Della Maggiora et Renzo Trassinelli.

### Étymologie
L'épithète spécifique legaliae a été attribué en hommage à la mycologue française Marcelle Le Gal.
M. Mikšík, P.-A. Moreau & B. Assyov préconisent l’écriture de l’adjectif spécifique « le-galiae ».

### Noms vulgaires et vernaculaires
Ce taxon porte en français les noms vernaculaires ou normalisés suivant : Bolet chicorée, Bolet de Le Gal.

## Description du sporophore
Les bolets sont des champignons dont l’hyménophore, constitué de tubes et terminés par des pores, se sépare facilement de la chair du chapeau. Ce chapeau d'abord rond, recouvert d'une cuticule, devient convexe à mesure qu’il vieillit. Ils ont un pied (stipe) central assez épais et une chair compacte. Les caractéristiques morphologiques de R. legaliae sont les suivantes :
Son chapeau mesure 5 à 20 cm, il est d'abord brunâtre café-au-lait, puis envahit de rose ou de rose rougeâtre, vieux rose, rosissant à partir de la marge. Au grattage, la cuticule dégage avec l'âge une odeur rappelant celle de la chicorée torréfiée.
L'hyménophore présente des pores d'abord jaunes évoluant vite vers le rouge orangé ou le rouge rose. Les tubes sont concolores.
Son stipe mesure 5 à 15 cm x 1,5 à 5 cm, il est jaune à jaunâtre au sommet, plus rose en bas, avec un fin réseau rouge limité au sommet, se transformant en fines ponctuations en allant vers la base,.
La chair est jaunâtre, bleuissant assez fortement. Elle a une odeur typique de chicorée torréfiée, notamment avec l’âge. Sa saveur est douce.

### Caractéristiques microscopiques
Ses spores mesurent 10-15 x 4,5-6 μm.

## Galerie

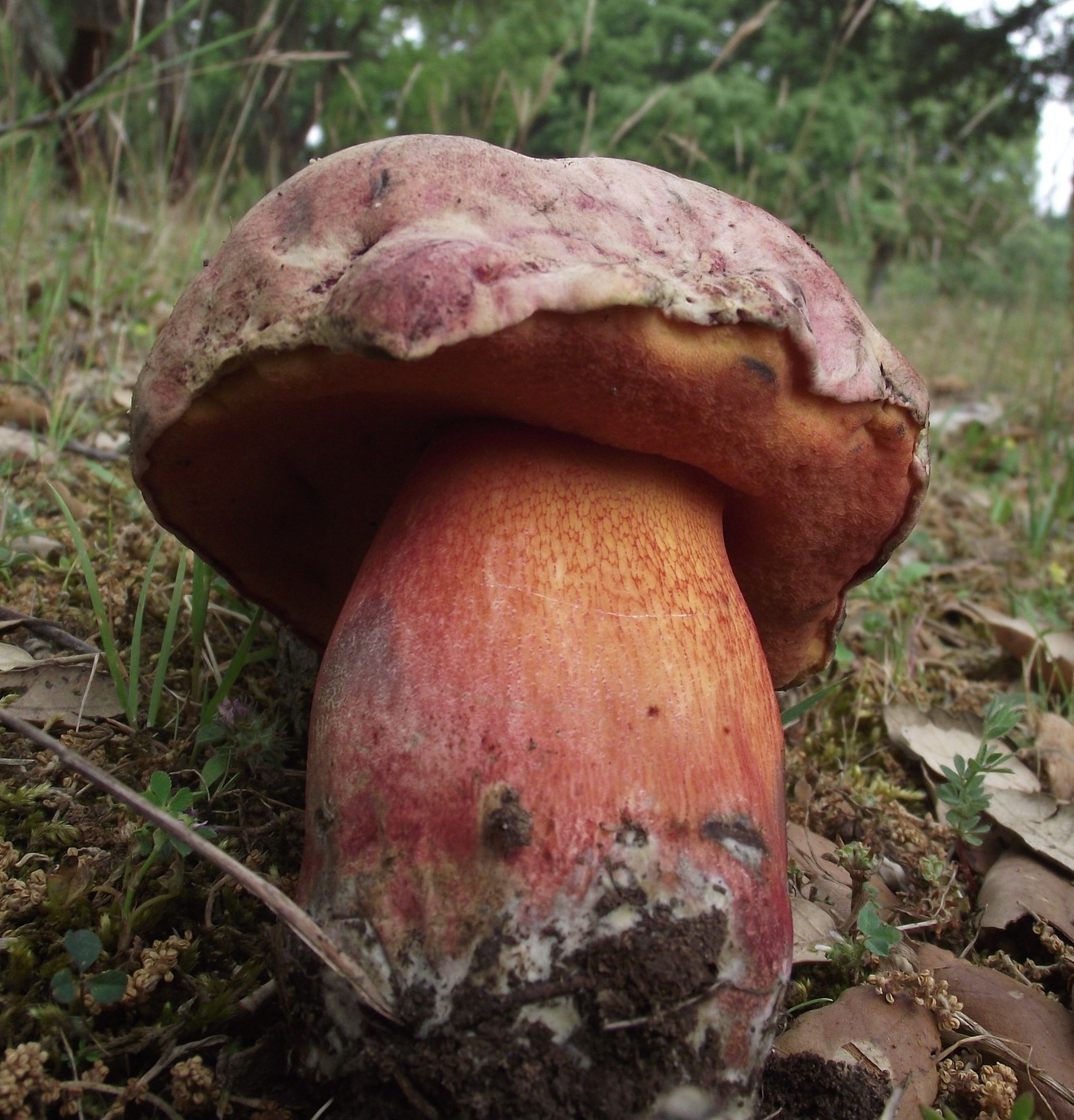
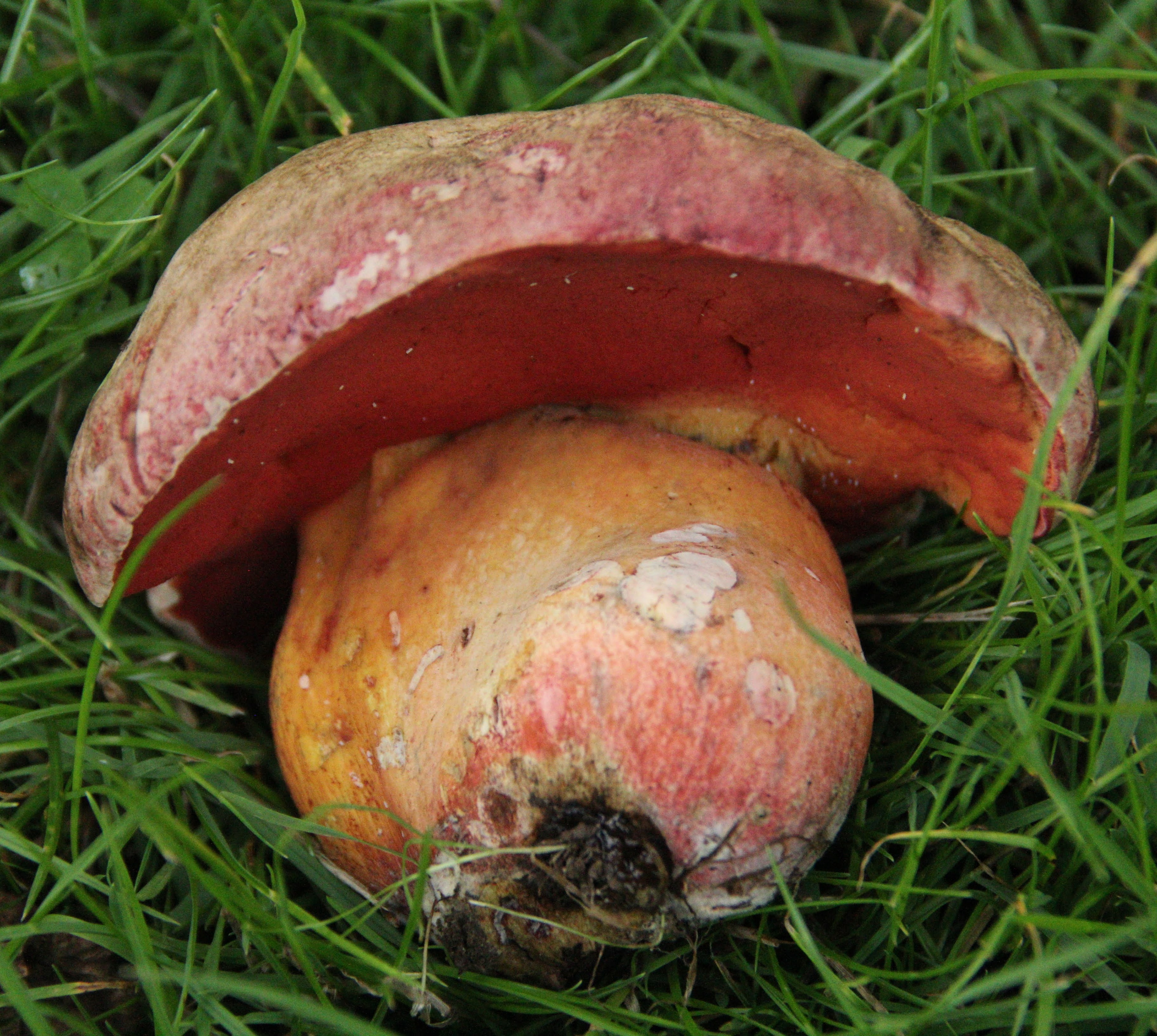
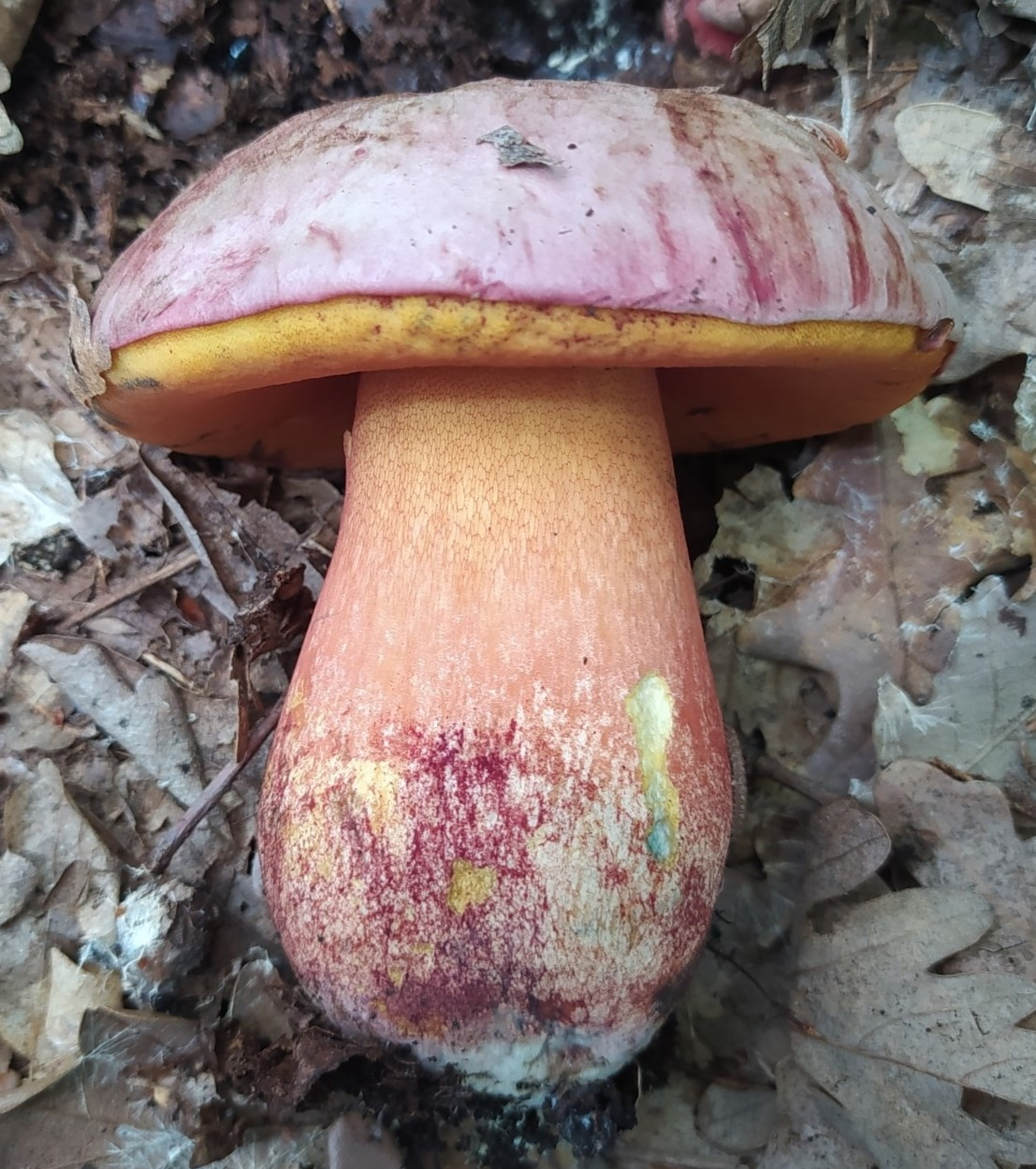
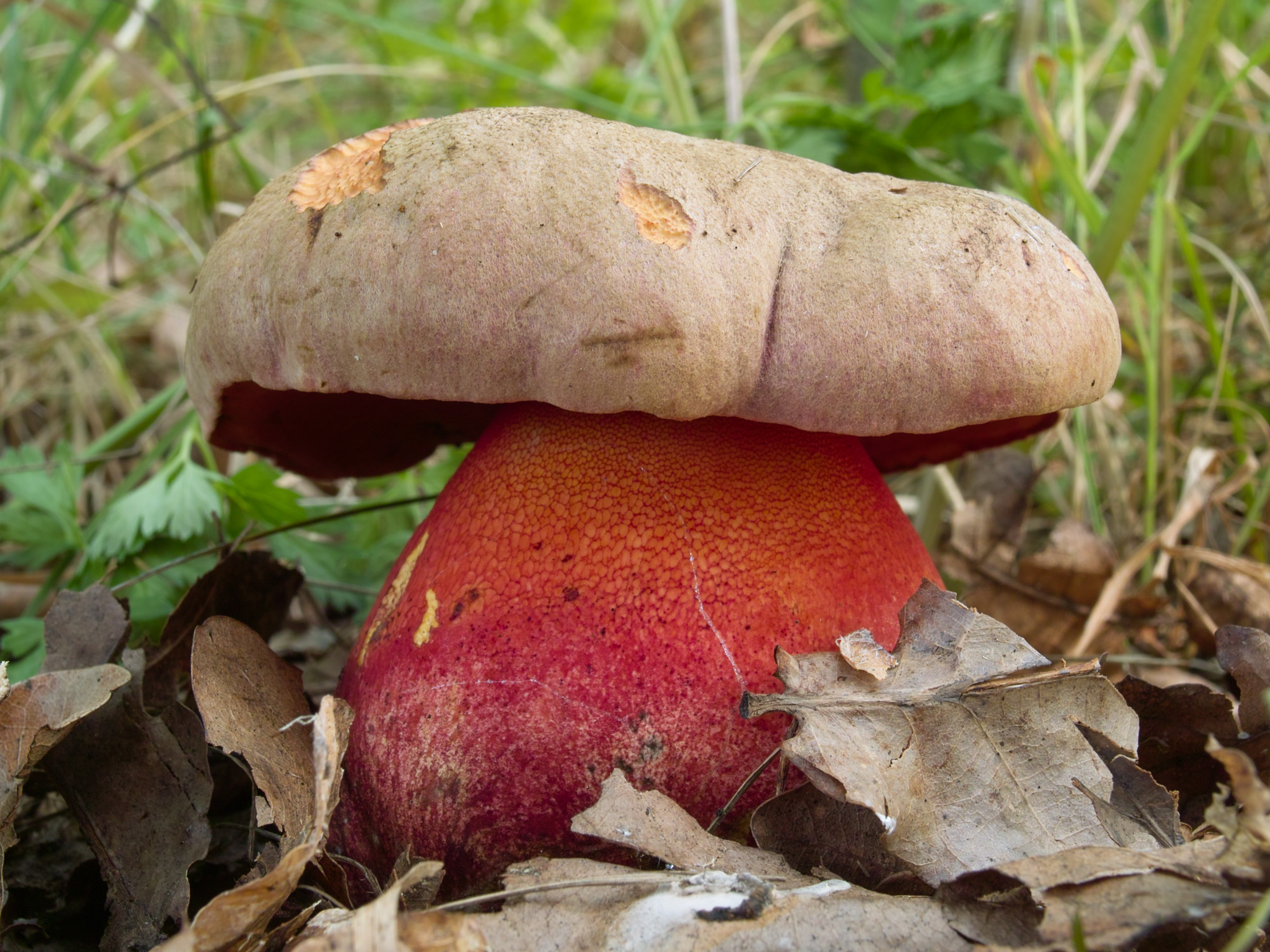
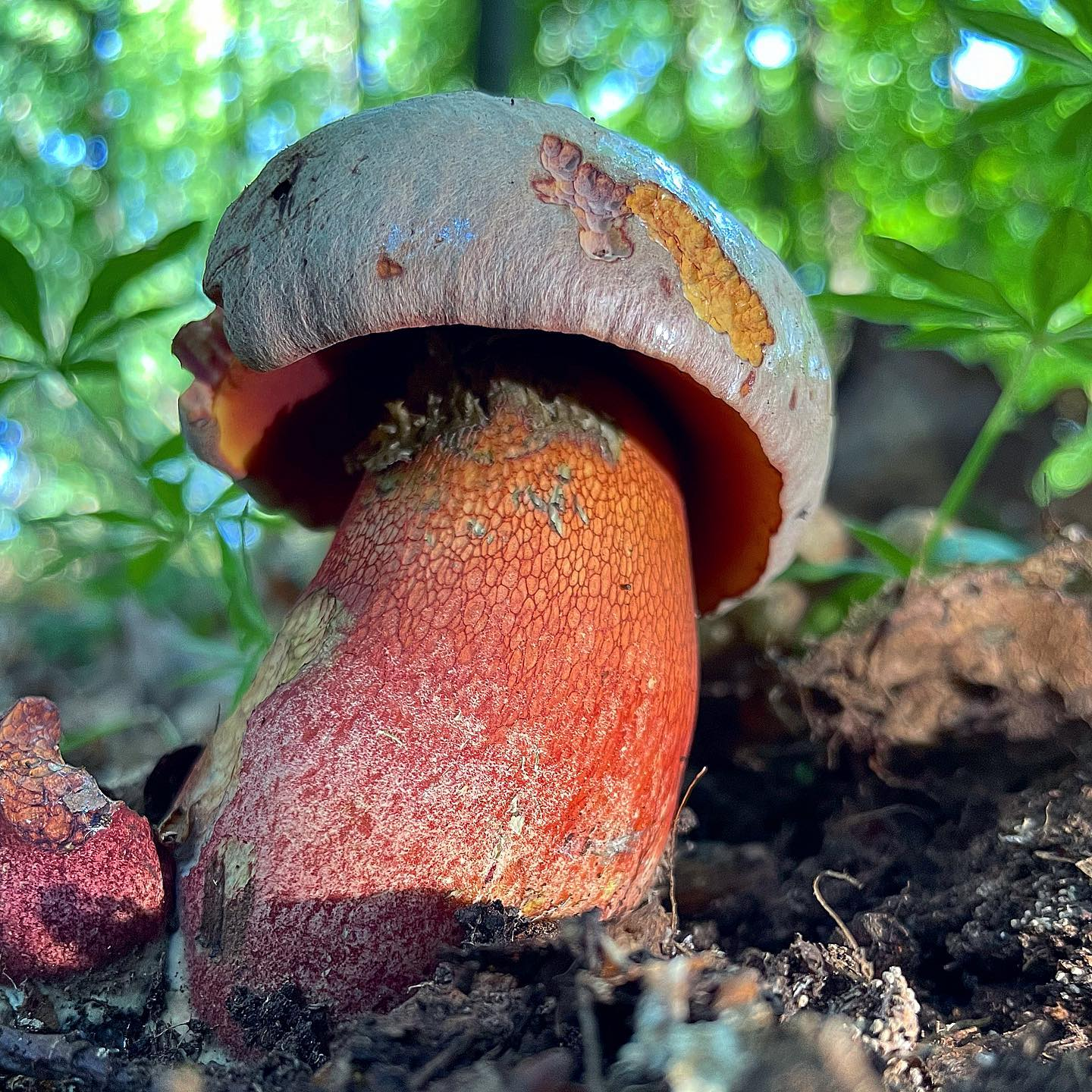
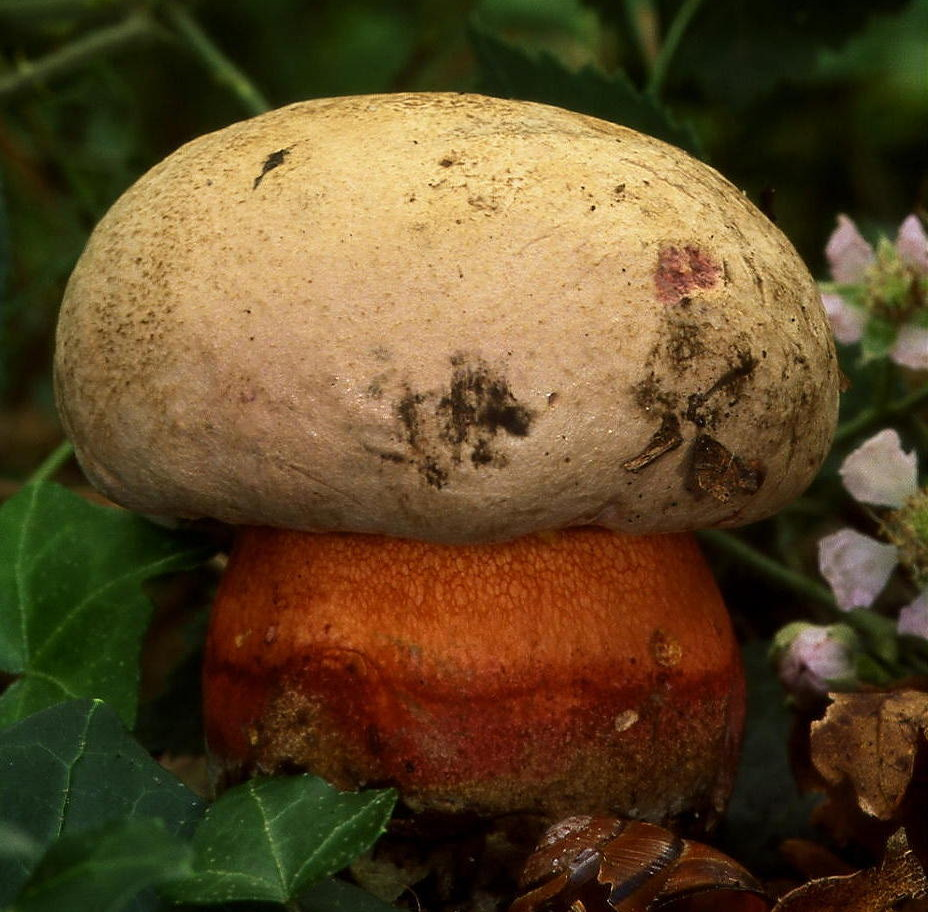
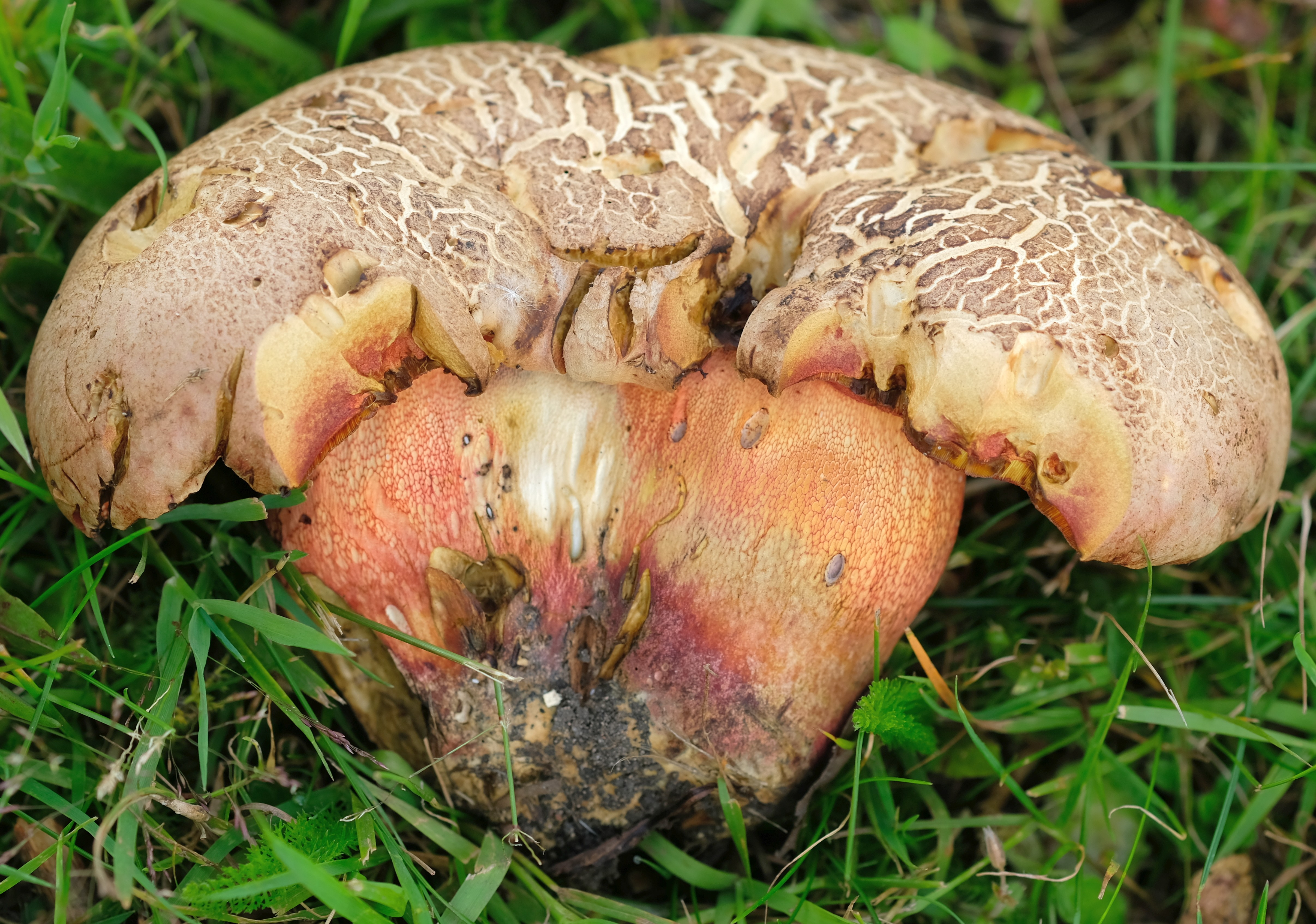
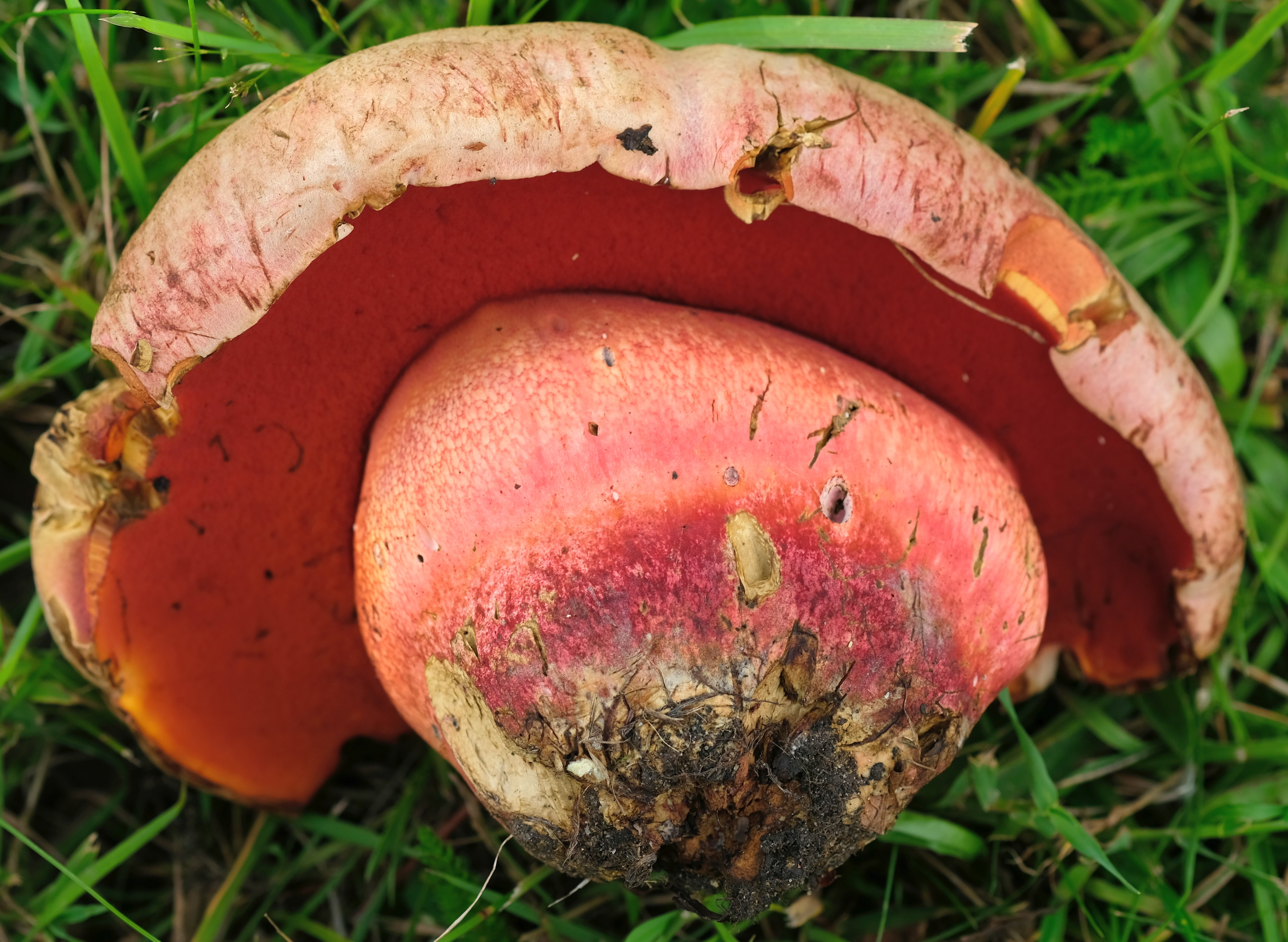
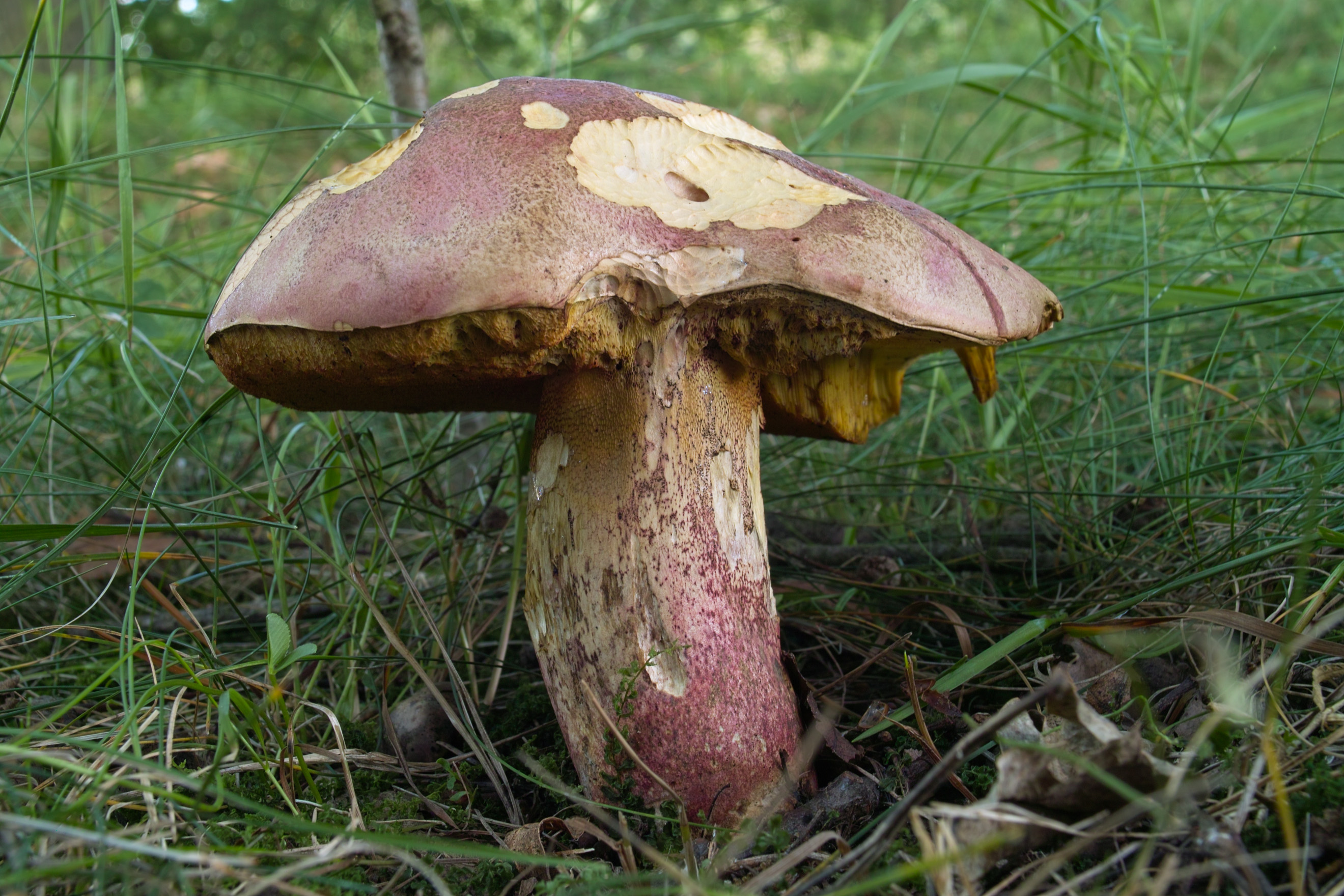
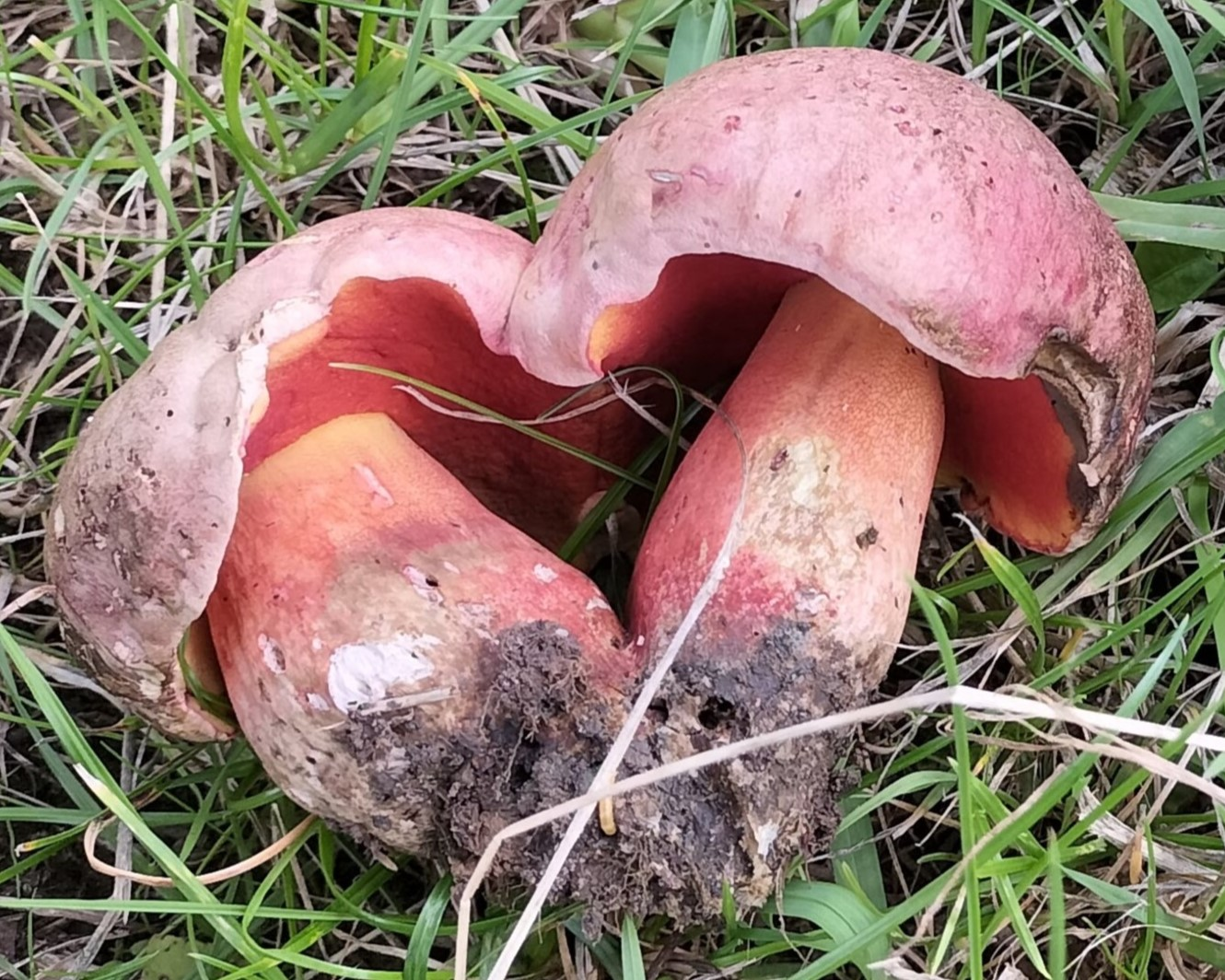
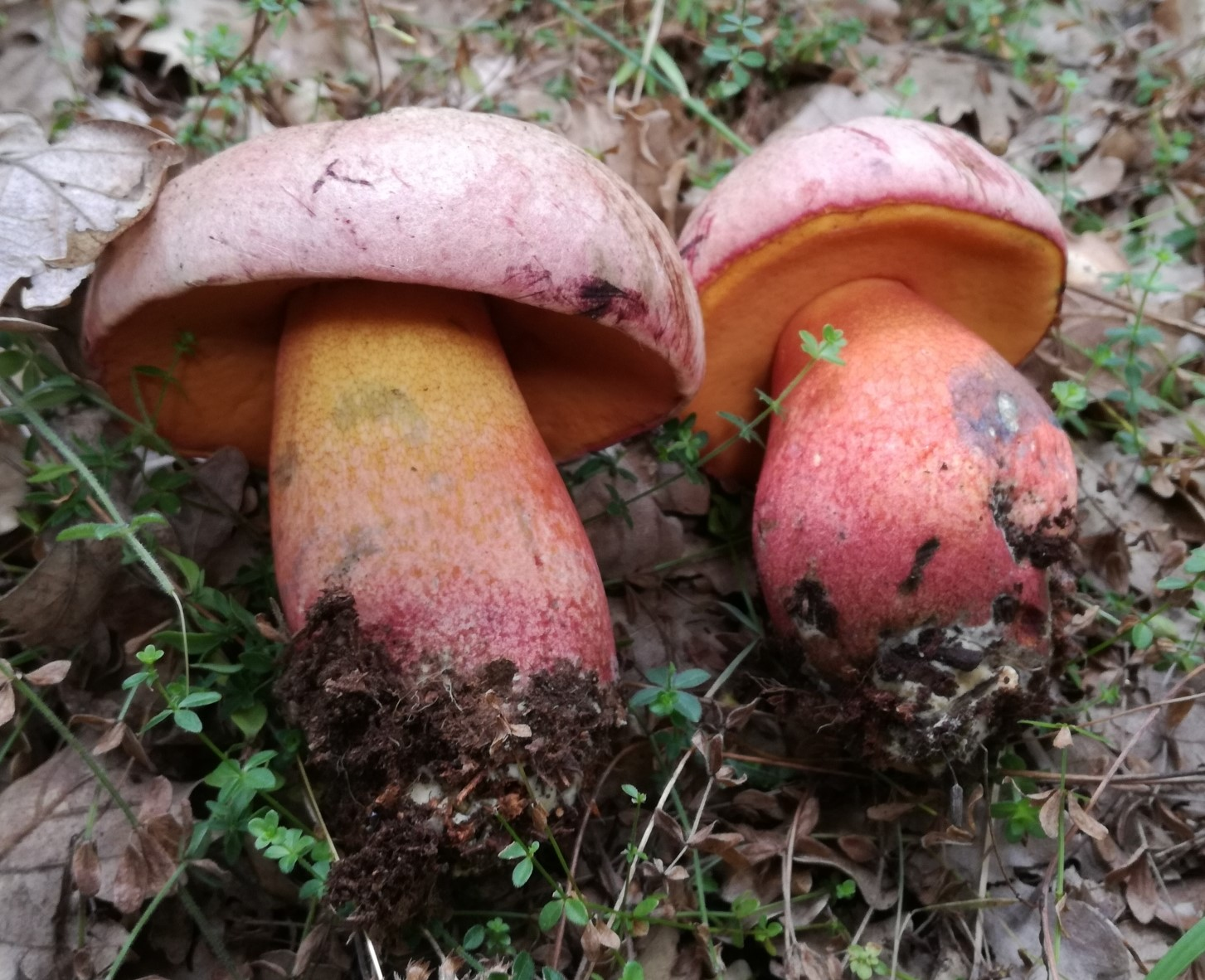
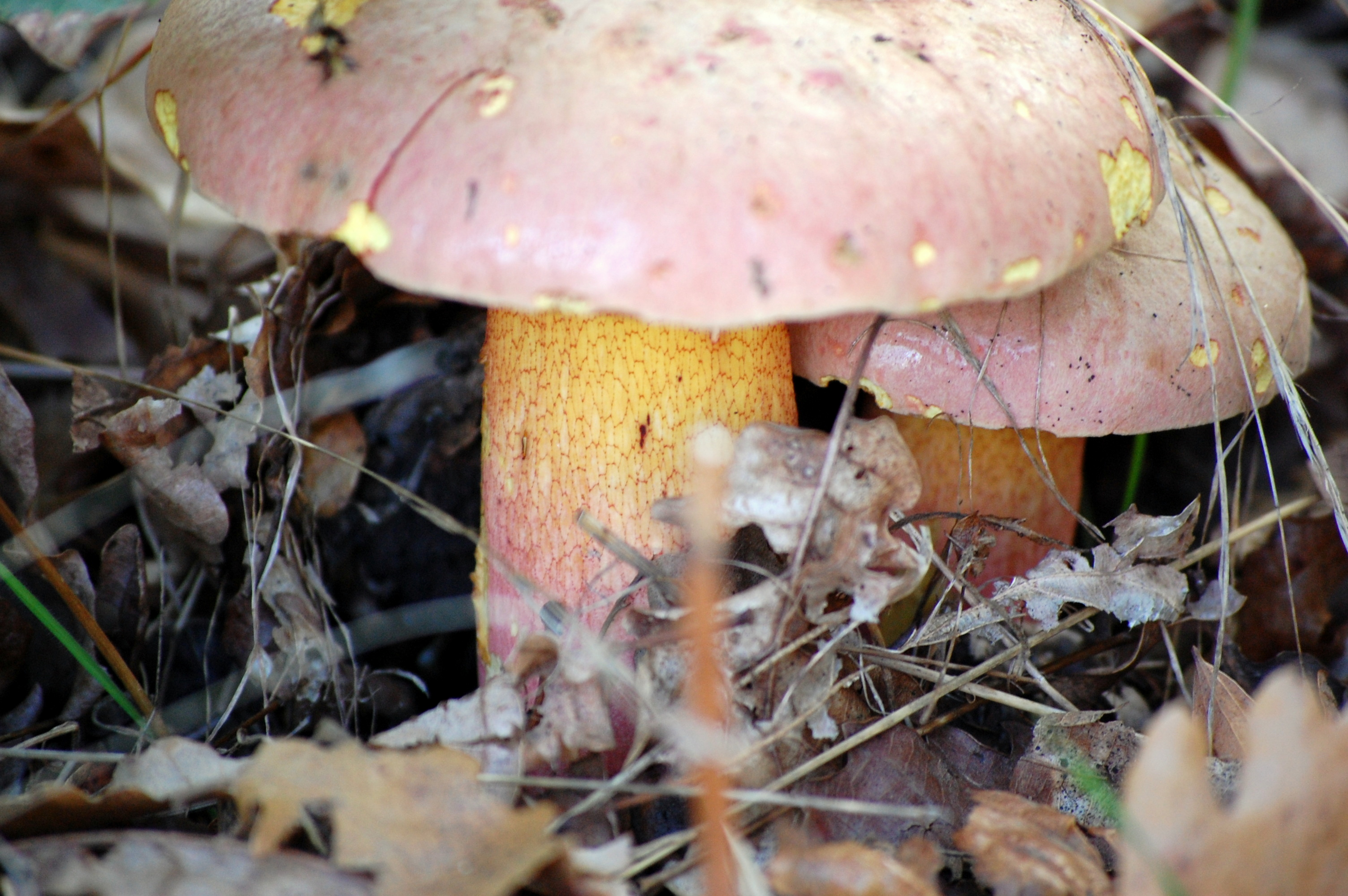
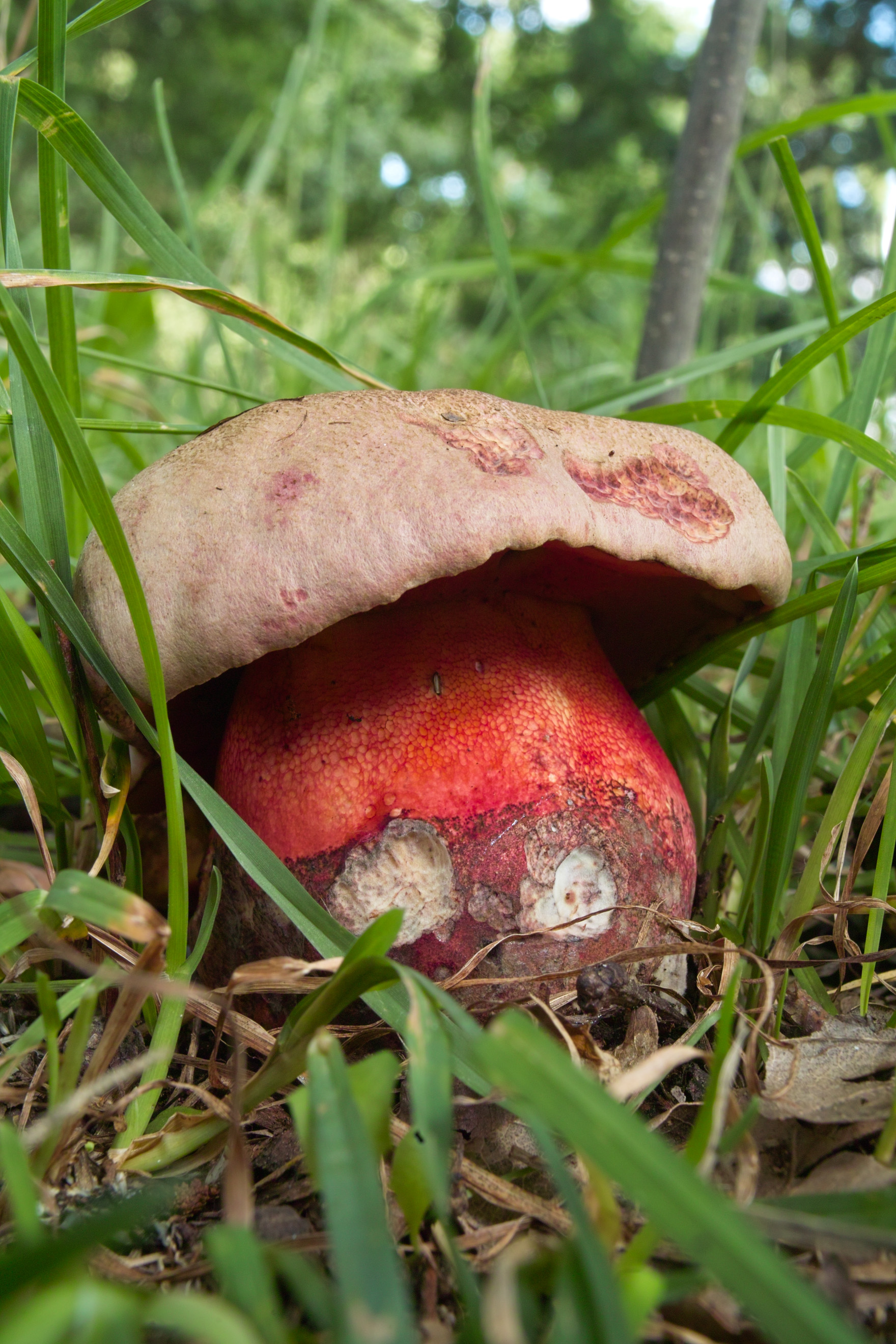
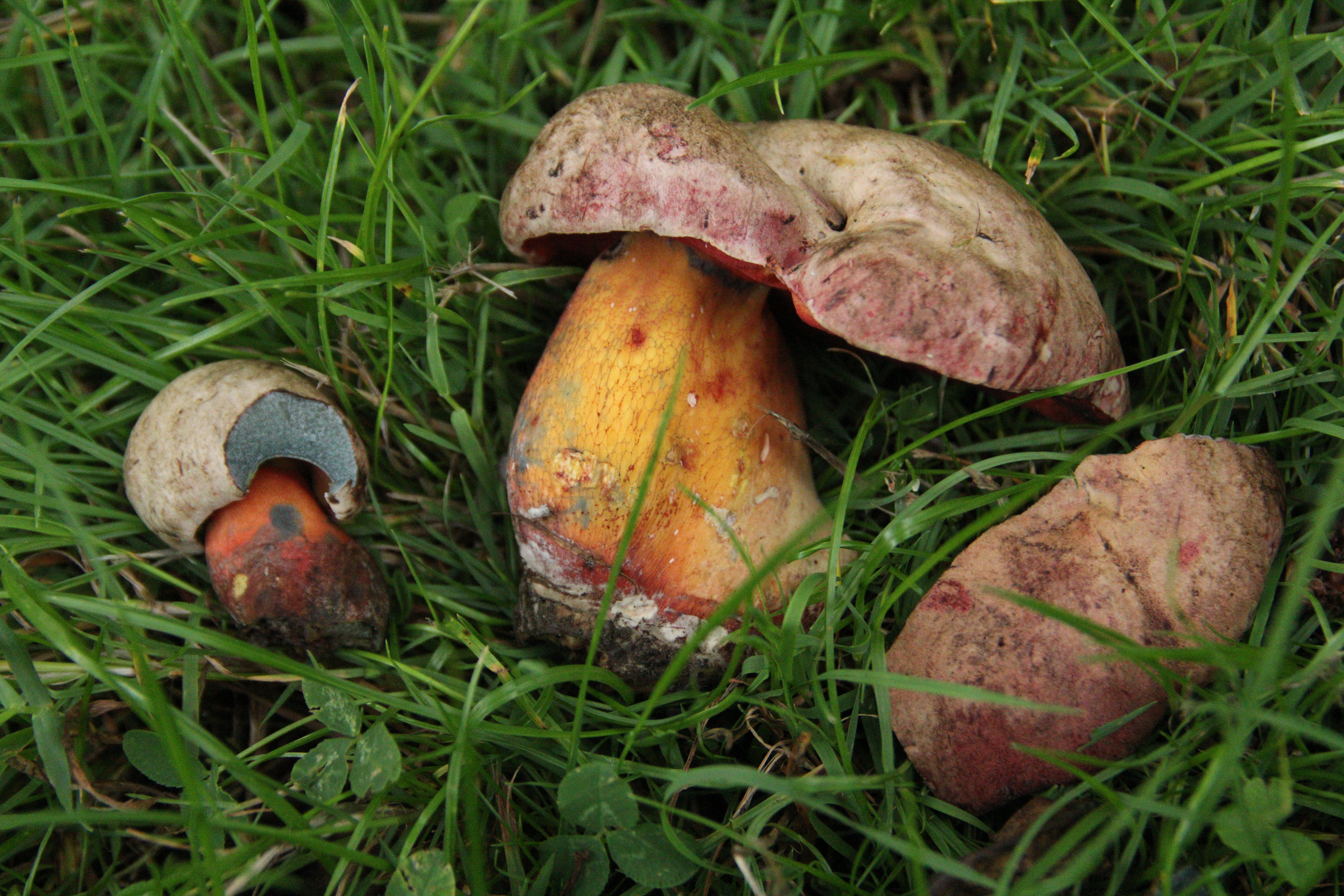
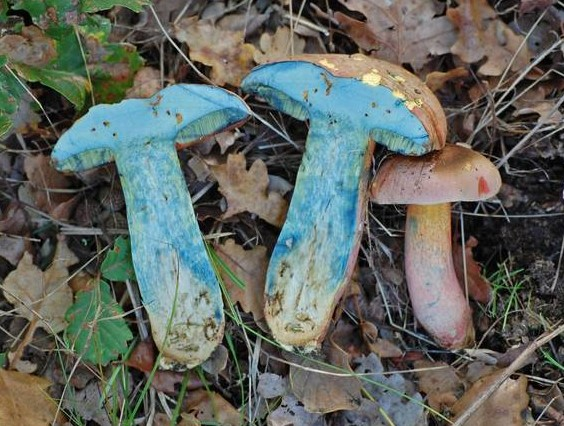
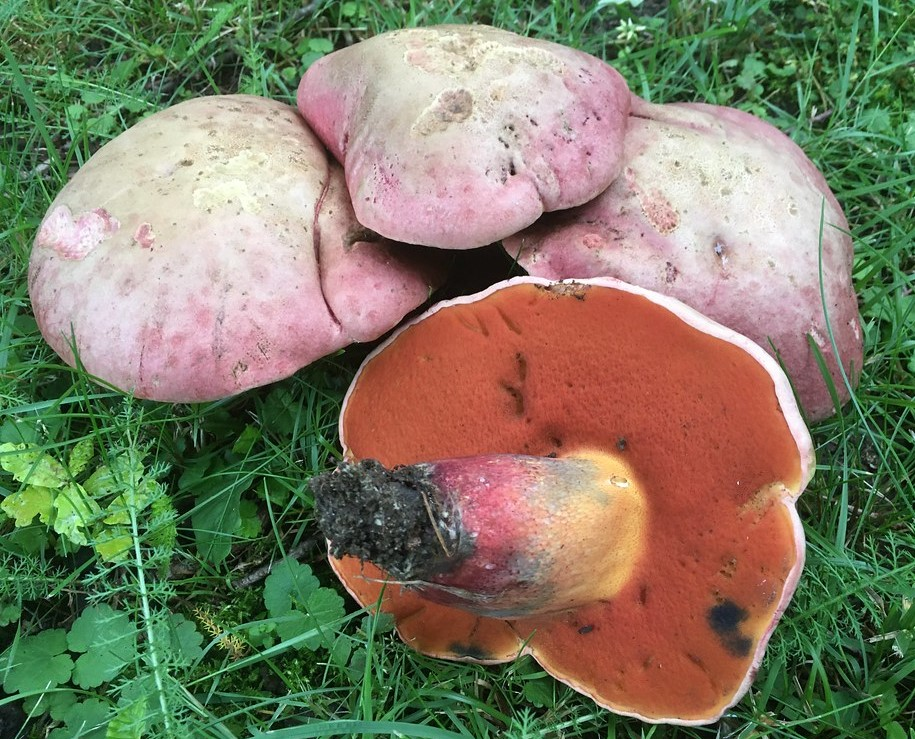

## Variétés et formes

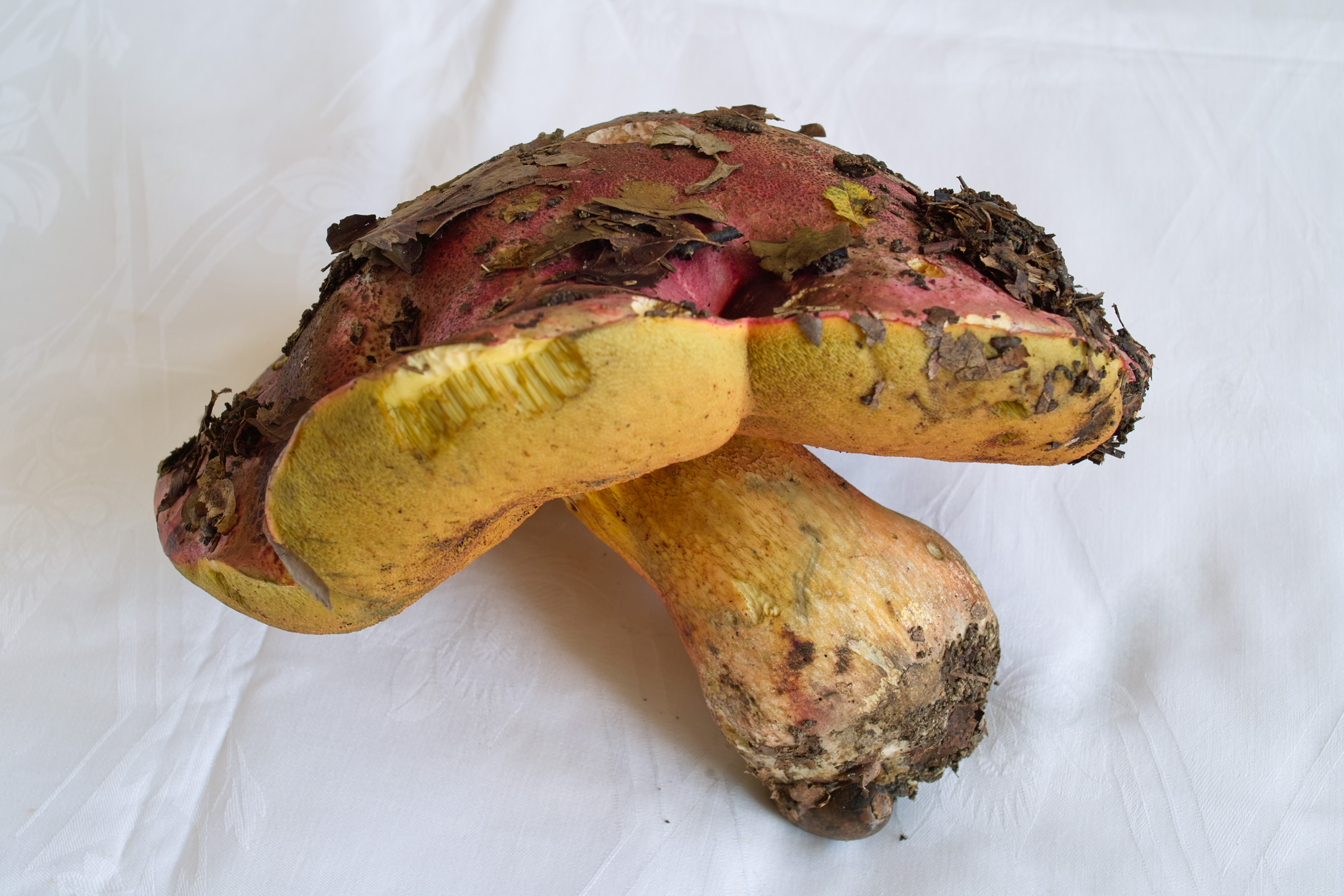
Forme spinarii.

- Forme spinarii.Rubroboletus legaliae f. spinarii est une forme possédant des pores jaunes et un pied jaunâtre orangeâtre à maturité[8], très semblable au Bolet faux-royal (Butyriboletus fuscoroseus).

## Habitat et distribution
C'est un champignon ectomycorhizien, poussant sous feuillus de plaine collinéens (surtout chênes (Quercus) et hêtres (Fagus)) ou sous conifères, à tendance neutro-acidocline, plutôt sur sol non-calcaire, dans les forêts ouvertes, les parcs bien ensoleillés et même parfois les pelouses des jardins,.
En République tchèque il est considéré comme vulnérable dû à sa rareté. En Grande-Bretagne, tous les bolets du groupe de R. satanas sont soit très rares, soit menacés, soit éteints. On le trouve sinon en Europe ; en France, Italie, Allemagne, Slovaquie, sud de l'Angleterre.

## Statut de conservation

### Régional
- Auvergne-Rhône-Alpes : classement de cette espèce en catégorie NT (Quasi menacée) au niveau régional[10].
- Midi-Pyrénées : classement de cette espèce en catégorie NT (Quasi menacée) au niveau régional[11].
- Alsace : classement de cette espèce en catégorie EN (En danger) au niveau régional[12].
- Franche-Comté : classement de cette espèce en catégorie NT (Quasi menacée) au niveau régional[13].

## Comestibilité
Le Bolet chicorée est classé comme toxique en France ,, bien que certains auteurs d'Europe de l'Est rapportent qu'il serait inoffensif une fois bien cuit/avec pré-ébullition. Un test de comestibilité du Bolet chicorée réalisé par le mycologue tchèque Pavel Špinar a abouti à de graves problèmes gastro-intestinaux (un petit morceau collecté le 18 septembre 1999 a suffi), qui se retrouvent généralement chez les espèces de Rubroboletus lorsqu'elles sont consommées crues. Le Bolet chicorée ressemble beaucoup au nettement toxique Bolet Satan et a déjà été confondu avec lui. C'est pourquoi l'espèce est considérée par certains auteurs comme suspecte à toxique par prudence en plus de sa comestibilité douteuse. Sa consommation est déconseillée.

## Confusions possibles
- Le Bolet Satan (Rubroboletus satanas), qui vient sur sols calcaires, celui-ci dégage une odeur désagréable à maturité, son chapeau est généralement blanchâtre et son bleuissement à la coupe moins intense. Toxique.
- Le Bolet rouge et jaune (Rubroboletus rhodoxanthus), qui a une chair plus jaune et un net réseau rouge couvrant tout le pied, il ne bleuit qu'au niveau du chapeau à la coupe[7]. Toxique.
- Le Bolet rouge sang (Rubroboletus rubrosanguineus), aux pores et pied plus rouges, sous conifères en montagne. Toxique.
- Le Bolet vieux rose (Imperator rhodopurpureus), dont toute la surface bleuit à la moindre pression, qui a un chapeau vieux rose de texture finement grumeleuse, un réseau bien plus net et une chair encore plus intensément bleuissante. Toxique.
- Le Bolet faux-royal (Butyriboletus fuscoroseus), au chapeau brun-rose terne, aux pores jaunes, au pied jaune couvert d'un réseau jaune et à la chair bleuissante uniquement au niveau du chapeau à la coupe. Comestible.